# Barry Long (Lehrer)

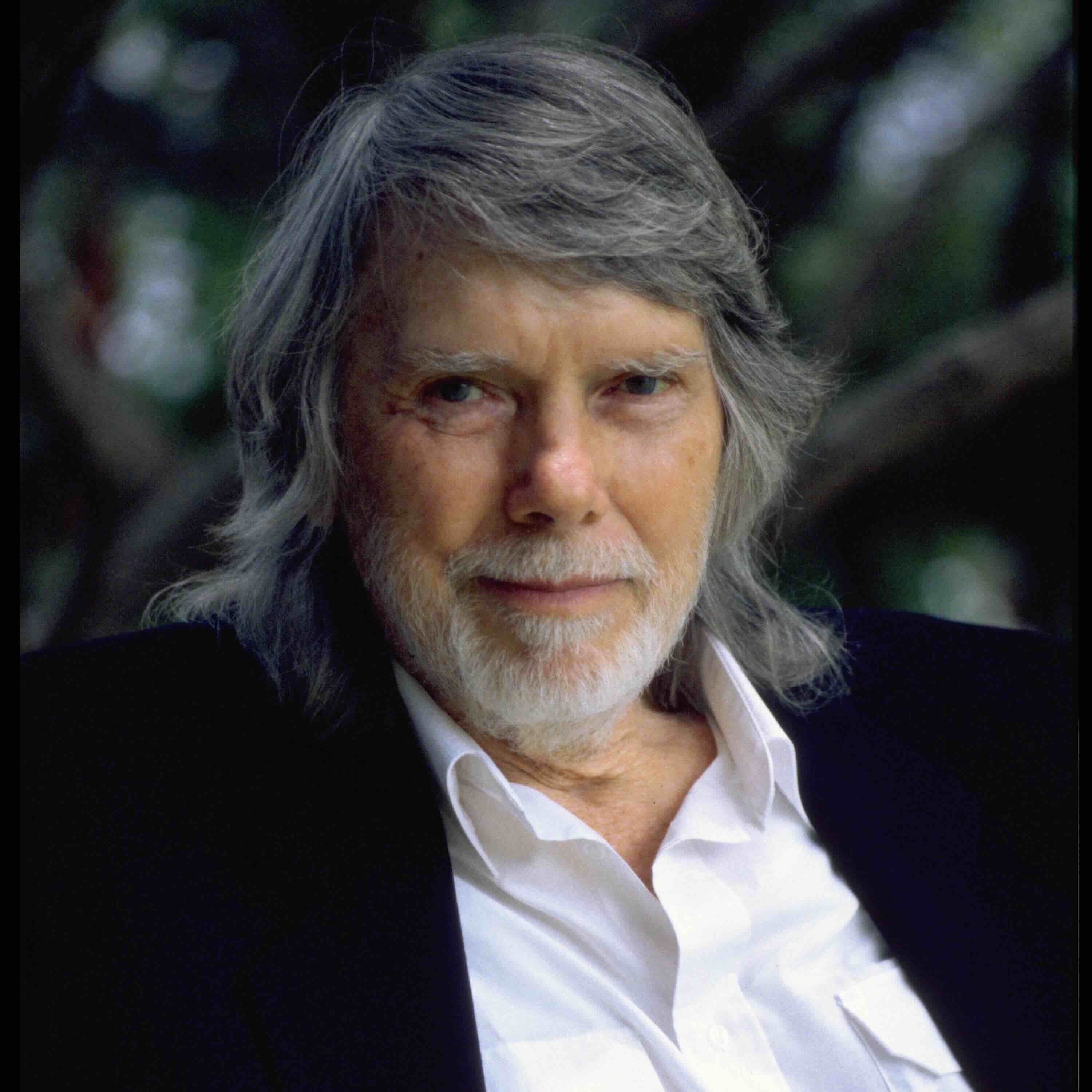
Barry Long, 1997

Barry Long (* 1. August 1926 in Australien; † 6. Dezember 2003) war ein australischer spiritueller Lehrer und Autor.

## Leben
Bis 1964 arbeitete Long als Journalist. Er war verheiratet und hatte zwei Kinder. Mit 31 Jahren begann seine spirituelle Entwicklung. Während eines  Aufenthalts im Himalaja-Gebirge hatte er eine spirituelle Krise und erlebte den, wie er es nannte, „mystischen Tod“. Er verließ Indien und ging nach England. Dort hatte er 1968 eine „transcendental realization“ (transzendentale Erkenntnis/Einsicht). In den siebziger Jahren hatte er erste Schüler. Ab 1983 gab er seine ersten öffentlichen Kurse über Meditation und Selbsterkenntnis. 1985 gründete er „The Barry Long Foundation“. Zwischen 1985 und 1998 reiste er durch die Welt und leitete Seminare in Europa, Australien und Amerika. Sein letzter öffentlicher Auftritt war im Oktober 2002. Teile seines umfangreichen Werkes von Büchern, Tapes und Videos sind in elf Sprachen übersetzt.

## Barry Longs Lehre
Barry Long bezeichnete sich als „Lehrer des Westens“, der darauf bestand, dass seine Lehre nur Sinn ergebe, wenn sie praktiziert werde. Jeden seiner Schüler hielt er dazu an, nichts von dem, was er sage, einfach zu glauben, sondern anhand der eigenen Erfahrung zu überprüfen, ob es den „Klang der Wahrheit“ habe. Er sagte, er spreche nur von Liebe, Leben, Wahrheit, Tod  und Gott und dass er lebe, was er lehre. Zeitlebens lehnte er es ab, aus seiner Lehre ein System mit einer darauf basierenden Organisation zu machen. Es gab und gibt keine Gruppierungen von Anhängern. Er erlaubte auch niemandem, in seinem Namen zu sprechen.
Barry Long bezeugt verschiedentlich seinen Respekt für J. Krishnamurti und seine Lehre. Es gibt auch Bezüge zu Gurdjieffs Werk. Dennoch betrachtete er sich als Lehrer, der keiner Tradition verpflichtet ist. Er selbst beeinflusste eine Anzahl anderer Lehrer und Therapeuten, unter anderem Eckhart Tolle, Autor des Buches The Power of Now.
Seine Lehre richtet ihr Augenmerk darauf, den Einzelnen von seinem „Unglücklichsein“ zu befreien, welches er definiert als das Auf und Ab des „heute glücklich, morgen unglücklich“. Er sagt, dass dieser Zustand durch unsere Abhängigkeit von Gedanken und daraus folgenden Gefühlen aufrechterhalten wird. Diese Gefühle führen zu weiteren Gedanken und in einen Teufelskreis, in dem wir so lange befangen sind, bis wir uns auf den „Weg der Wahrheit“ machen. Dieser umfasst:
- die Wachsamkeit in Bezug auf eigene Gedanken, Emotionen, Handlungen und Gewohnheiten;
- die Befreiung der „inneren Gefangenen“, d. h. jener inneren Repräsentanten von Menschen, denen gegenüber ich Groll hege;
- das eigene Leben in Ordnung zu bringen, d. h. Störungen in meinen verschiedenen Lebensbereichen (Partnerschaft, Arbeit etc.) zu identifizieren und zu beheben;
- Meditation, um den Geist still werden zu lassen und mich mit dem Wohlgefühl in meinem Körper, dem Leben, zu verbinden; dies führt zum inneren Zustand des 'Seins';
- Konzentration auf das Gute in meinem Leben und nicht das „Nicht-so-Gute“; Üben von Dankbarkeit gegenüber „dem Höchsten“ für den Überfluss an allem, was mir das Leben jeden Moment schenkt.
- den Weg der Liebe von Mann und Frau. Er unterscheidet strikt Sex von Liebe und sieht den Hauptgrund für das Elend in der Welt darin, dass Mann und Frau vergessen hätten, wie sie einander lieben müssen.

Der sexuelle Aspekt seiner Lehre wurde in der öffentlichen Wahrnehmung populärer als Long es wünschte. Er bestand darauf, dass die Liebe zwischen Mann und Frau zwar ein zentraler Aspekt seiner Lehre sei, nichtsdestoweniger es aber darauf ankomme, das eigene Leben in allen Bereichen in Ordnung zu bringen und Selbstlosigkeit und Aufrichtigkeit zu üben.
In The Origins of Man and the Universe stellt er seine Kosmologie und seine radikale Kritik an den Naturwissenschaften dar.
Als Antwort auf die Terroranschläge am 11. September 2001 in den USA veröffentlichte er 2002 das Buch Ein Gebet für das Leben (Prayer for Life).

## Werke

### Ins Deutsche übersetzte Bücher
- Sexuelle Liebe auf göttliche Weise, MB-Verlag, 2001, Vertrieb: Neue Erde Saarbrücken, ISBN 978-3-9807509-1-2
- Nur die Angst stirbt, Bielefeld J.Kamphausen, 1997, ISBN 978-3-933496-28-7
- Meditation – Grundlagenkurs, Bielefeld J.Kamphausen, 1997, ISBN 978-3-933496-29-4
- Selbsterkenntnis, ISBN 978-3-933496-37-9 (Knowing Yourself)
- Den Tod durchschauen, MB-Verlag, 2004, Vertrieb: Saarbrücken Neue Erde, ISBN 978-3-9807509-0-5
- Der Weg nach innen, ISBN 978-3-9807509-3-6 (The Way In)
- Ein Gebet für das Leben, Saarbrücken Neue Erde, 2003, ISBN 978-3-9807509-2-9
- Briefe in Liebe, Ahlerstedt param-Verlag, 2002, ISBN 3-88755-346-2 (To Woman in Love)
- Was Kinder brauchen!, Köln Innenwelt-Verlag, 2007, ISBN 978-3-936360-21-9
- Was Eltern geben können!, Köln Innenwelt-Verlag, 2007, ISBN 978-3-936360-22-6
- Stille ist der Weg – Meditation und jenseits davon, Saarbrücken Neue Erde, 2008 ISBN 978-3-9807509-6-7
- Deine Liebe leben: Über Liebe, Sex und Beziehungen, Neue Erde GmbH, 2009 ISBN 978-3-9807509-7-4

### Englische Titel
- The Origins of Man and the Universe (erste Auflage Routledge & Kegan Paul, 1984; ISBN 0-7102-0337-3) (Barry Long Books, revidierte Ausgabe 1998) ISBN 1-899324-12-7, (Auszüge)
- To Man in Truth: Enlightening Letters (Barry Long Books, 1996; ISBN 0-9508050-8-4)
- Knowing Yourself: The True in the False (Barry Long Books, 1996); ISBN 1-899324-03-8
- Where the Spirit Speaks to its Own: The Passion of Spiritual Awakening (Barry Long Books, 2003; ISBN 1-899324-16-X) (Auszüge (Memento vom 28. Oktober 2012 im Internet Archive))
- Behind Life and Death; The Boundless Reality (The Barry Long Foundation, 2008; ISBN 978-1-899324-18-7) (Auszüge)
- My Life Of Love & Truth: A Spiritual Autobiography (The Barry Long Foundation, 2013) ISBN 978-1-899324-19-4
- From Here to Reality: My Spiritual Teaching (Barry Long Books 2015) ISBN 978-1-899324-31-6

### CDs
- Zusammen Sein
- Liebe und Leere